# Prix du Bois de Vincennes
Le Prix du Bois de Vincennes est une course hippique de trot attelé se déroulant au mois de mars sur l'hippodrome de Vincennes.
C'est une course internationale de Groupe III réservée aux chevaux de 4 à 11 ans, ayant gagné au moins 130 000 €. Les chevaux ayant atteint 850 000 € de gains doivent rendre 25 mètres (conditions 2025). Avant 2011, elle était classée Groupe II.
Elle se court sur la distance de 2 850 mètres (grande piste). Elle s'est courue sur des distances variables au fil du temps : avant 2001 sur des distances inférieures ou égales à 2 300 mètres, de 2001 à 2018 sur 2 700 mètres, sauf en 2008 et 2009 sur 2 850 mètres (petite piste). Le départ est volté. L'allocation s'élève à 90 000 €, dont 40 500 € pour le vainqueur.

## Palmarès depuis 1963
| Année                          | Vainqueur                                                      | Père                                                           | Pays                                                           | Driver                                                         | Entraîneur                                                     | Distance                                                       | Réd.km                                                         |
| ------------------------------ | -------------------------------------------------------------- | -------------------------------------------------------------- | -------------------------------------------------------------- | -------------------------------------------------------------- | -------------------------------------------------------------- | -------------------------------------------------------------- | -------------------------------------------------------------- |
| 2025                           | Inexess Bleu                                                   | Vittel de Brévol                                               | France                                                         | Alexandre Abrivard                                             | Laurent-Claude Abrivard                                        | 2 850 m                                                        | 1'11"6                                                         |
| 2024                           | Émeraude de Bais                                               | Repeat Love                                                    | France                                                         | Franck Nivard                                                  | Benjamin Goetz                                                 | 2 850 m                                                        | 1'11"7                                                         |
| 2023                           | Hussard du Landret                                             | Bird Parker                                                    | France                                                         | Benoît Robin                                                   | Benoît Robin                                                   | 2 850 m                                                        | 1'13"7                                                         |
| 2022                           | Ampia Mede SM                                                  | Ganymède                                                       | Italie                                                         | Franck Nivard                                                  | Fabrice Souloy                                                 | 2 850 m                                                        | 1'13"                                                          |
| 2021                           | Ce Bello Romain                                                | Jam Pridem                                                     | France                                                         | Anthony Barrier                                                | Sylvain Dupont                                                 | 2 850 m                                                        | 1'12"6                                                         |
| 2020                           | Course non disputée (confinement dû à la pandémie de Covid-19) | Course non disputée (confinement dû à la pandémie de Covid-19) | Course non disputée (confinement dû à la pandémie de Covid-19) | Course non disputée (confinement dû à la pandémie de Covid-19) | Course non disputée (confinement dû à la pandémie de Covid-19) | Course non disputée (confinement dû à la pandémie de Covid-19) | Course non disputée (confinement dû à la pandémie de Covid-19) |
| 2019                           | Cleangame                                                      | Ouragan de Belland                                             | France                                                         | Jean-Michel Bazire                                             | Jean-Michel Bazire                                             | 2 700 m                                                        | 1'12"1                                                         |
| 2018                           | Valko Jenilat                                                  | Kepler                                                         | France                                                         | Éric Raffin                                                    | Sébastien Guarato                                              | 2 700 m                                                        | 1'12"4                                                         |
| 2017                           | Aubrion du Gers                                                | Memphis du Rib                                                 | France                                                         | Jean-Michel Bazire                                             | Jean-Michel Bazire                                             | 2 700 m                                                        | 1'13"2                                                         |
| 2016                           | Amiral Sacha                                                   | Ganymède                                                       | France                                                         | Gabriele Gelormini                                             | Florent Lamare                                                 | 2 700 m                                                        | 1'12"9                                                         |
| 2015                           | Beckman                                                        | Turbo Sünd                                                     | Suède                                                          | Franck Nivard                                                  | Fabrice Souloy                                                 | 2 700 m                                                        | 1'14"                                                          |
| 2014                           | Rapide du Digeon                                               | Urfist des Prés                                                | France                                                         | Damien Bonne                                                   | Thierry Raffegeau                                              | 2 700 m                                                        | 1'12"7                                                         |
| 2013                           | Le Cannibale                                                   | Jag de Bellouet                                                | Finlande                                                       | Franck Nivard                                                  | Fabrice Souloy                                                 | 2 700 m                                                        | 1'13"2                                                         |
| 2012                           | Leben RL                                                       | Supergill                                                      | Italie                                                         | Pierre Levesque                                                | Holger Ehlert                                                  | 2 700 m                                                        | 1'12"1                                                         |
| 2011                           | Rapide Lebel                                                   | Ginger Somolli                                                 | France                                                         | Éric Raffin                                                    | Sébastien Guarato                                              | 2 700 m                                                        | 1'12"                                                          |
| Éditions labellisées Groupe II |                                                                |                                                                |                                                                |                                                                |                                                                |                                                                |                                                                |
| 2010                           | Nelumbo                                                        | Corot                                                          | France                                                         | Franck Blandin                                                 | Franck Blandin                                                 | 2 700 m                                                        | 1'13"2                                                         |
| 2009                           | Monte Georgio                                                  | Ganymède                                                       | France                                                         | Sébastien Ernault                                              | Pierre Levesque                                                | 2 850 m                                                        | 1'13"3                                                         |
| 2008                           | Niky                                                           | Viking's Way                                                   | France                                                         | Bernard Piton                                                  | Laurent-Claude Abrivard                                        | 2 700 m                                                        | 1'15"2                                                         |
| 2007                           | Meaulnes du Corta                                              | Voici du Niel                                                  | France                                                         | Pierre Vercruysse                                              | Pierre Levesque                                                | 2 700 m                                                        | 1'15"                                                          |
| 2006                           | Meaulnes du Corta                                              | Voici du Niel                                                  | France                                                         | Pierre Levesque                                                | Pierre Levesque                                                | 2 700 m                                                        | 1'13"6                                                         |
| 2005                           | Kart de Baudrairie                                             | Bridge                                                         | France                                                         | Jean-Michel Bazire                                             | Franck Leblanc                                                 | 2 700 m                                                        | 1'13"                                                          |
| 2004                           | Jaminska                                                       | Jet du Vivier                                                  | France                                                         | Pierre Levesque                                                | Pierre Levesque                                                | 2 700 m                                                        | 1'13"1                                                         |
| 2003                           | Général du Lupin                                               | Lutin d'Isigny                                                 | France                                                         | Jean-Michel Bazire                                             | Jean-Paul Marmion                                              | 2 700 m                                                        | 1'14"9                                                         |
| 2002                           | Flambeau des Pins                                              | Quiton du Coral                                                | France                                                         | Mathieu Fribault                                               | Mathieu Fribault                                               | 2 700 m                                                        | 1'15"4                                                         |
| 2001                           | Gébrazac                                                       | Sebrazac                                                       | France                                                         | Serge Peltier                                                  | Serge Peltier                                                  | 2 700 m                                                        | 1'14"7                                                         |
| 2000                           | Fan Idole                                                      | Le Ham                                                         | France                                                         | Richard-W. Denechère                                           | Richard-W. Denechère                                           | 2 100 m                                                        | 1'13"3                                                         |
| 1999                           | Désirade des Feux                                              | Sebrazac                                                       | France                                                         | Stéphane Delasalle                                             | Christian Bazire                                               | 2 100 m                                                        | 1'14"                                                          |
| 1998                           | Draga                                                          | Polstock                                                       | France                                                         | Michel Lenoir                                                  | Michel Lenoir                                                  | 2 100 m                                                        | 1'13"1                                                         |
| 1997                           | Krama Käll                                                     | Spotlite Lobell                                                | Suède                                                          | Jos Verbeeck                                                   | Peter Engberg                                                  | 2 100 m                                                        | 1'12"1                                                         |
| 1996                           | Storstadsbusen                                                 | Ata Star L                                                     | Suède                                                          | Stig H. Johansson                                              | Peter Engberg                                                  | 2 100 m                                                        | 1'13"7                                                         |
| 1995                           | Lady Snärt                                                     | Tibur                                                          | Suède                                                          | Torbjörn Jansson                                               | Hans Ivar Wall                                                 | 2 100 m                                                        | 1'14"                                                          |
| 1994                           | Useria                                                         | Jorky                                                          | France                                                         | Gilles Baudron                                                 | Gilles Baudron                                                 | 2 100 m                                                        | 1'13"8                                                         |
| 1993                           | Vivaldi de Chenu                                               | Chambon P                                                      | France                                                         | Franck Pellerot                                                | Norbert Baglin                                                 | 2 100 m                                                        | 1'14"2                                                         |
| 1992                           | Unnamed                                                        | Hymour                                                         | France                                                         | Jean-Étienne Dubois                                            | Jean-Étienne Dubois                                            | 2 300 m                                                        | 1'15"3                                                         |
| 1991                           | Sorrento                                                       | Reprise                                                        | Union soviétique                                               | Mihail Koslow                                                  | Mihail Koslow                                                  | 2 300 m                                                        | 1'14"8                                                         |
| 1990                           | Québir de Chenu                                                | Florestan                                                      | France                                                         | Franck Pellerot                                                | Bernard Pellerot                                               | 2 100 m                                                        | 1'16"4                                                         |
| 1989                           | Pontaubault                                                    | Éjakval                                                        | France                                                         | Jules Lepennetier                                              | Ferdinand Levavasseur                                          | 2 100 m                                                        | 1'18"3                                                         |
| 1988                           | Polka Dop                                                      | Horse Born                                                     | France                                                         | Joël Hallais                                                   | Joël Hallais                                                   | 2 100 m                                                        | 1'16"2                                                         |
| 1987                           | Pontaubault                                                    | Éjakval                                                        | France                                                         | Jean-Claude Hallais                                            | Ferdinand Levavasseur                                          | 2 100 m                                                        | 1'14"4                                                         |
| 1986                           | Perrin Dandin                                                  | Grape Fruit                                                    | France                                                         | Bernard Oger                                                   | Léopold Verroken                                               | 2 100 m                                                        | 1'15"3                                                         |
| 1985                           | Nodesso                                                        | Quioco                                                         | France                                                         | Stig Engberg                                                   | Stig Engberg                                                   | 2 300 m                                                        | 1'17"                                                          |
| 1984                           | Monquier                                                       | Villequier B                                                   | France                                                         | Léopold Verroken                                               | Michel Royer                                                   | 2 250 m                                                        | 1'15"7                                                         |
| 1983                           | King Black                                                     | Aigle Noir                                                     | France                                                         | Gérard Mottier                                                 | Gérard Mottier                                                 | 2 250 m                                                        | 1'16"8                                                         |
| 1982                           | Hêtre Vert                                                     | Sabi Pas                                                       | France                                                         | Gérard Mascle                                                  | Gérard Mascle                                                  | 2 250 m                                                        | 1'17"3                                                         |
| 1981                           | Îlienne                                                        | Chambon P                                                      | France                                                         | Roger Baudron                                                  | Roger Baudron                                                  | 2 250 m                                                        | 1'18"3                                                         |
| 1980                           | Igor du Beauvoisin                                             | Kerjacques                                                     | France                                                         | Michel Roussel                                                 | Michel Roussel                                                 | 2 250 m                                                        | 1'18"                                                          |
| 1979                           | Hillion Brillouard                                             | Raskolnikov Z                                                  | France                                                         | Richard-W. Denechère                                           | Charles Rivière                                                | 2 250 m                                                        | 1'18"3                                                         |
| 1978                           | Gamélia                                                        | Kerjacques                                                     | France                                                         | Pierre-Louis Marie                                             | Dominique de Bellaigue                                         | 2 250 m                                                        | 1'18"5                                                         |
| 1977                           | Écu de Retz                                                    | Tsar                                                           | France                                                         | Alain Laurent                                                  |                                                                | 2 350 m                                                        | 1'17"3                                                         |
| 1976                           | Dimitria                                                       | Mario                                                          | France                                                         | Léopold Verroken                                               |                                                                | 2 350 m                                                        | 1'19"6                                                         |
| 1975                           | Casaque Bleue                                                  | Quito                                                          | France                                                         | Michel Roussel                                                 |                                                                | 2 350 m                                                        | 1'18"3                                                         |
| 1974                           | Aigle Noir                                                     | Mario                                                          | France                                                         | Christian Dejean                                               |                                                                | 2 350 m                                                        | 1'18"1                                                         |
| 1973                           | Vismie                                                         | Nivôse                                                         | France                                                         | Roger Baudron                                                  |                                                                | 2 350 m                                                        |                                                                |
| 1972                           | Beau Rivage                                                    | Obervi                                                         | France                                                         | Gérard Mottier                                                 |                                                                | 2 350 m                                                        | 1'19"1                                                         |
| 1971                           | Urielle                                                        | Hernani II                                                     | France                                                         | Laurent Della Rocca                                            |                                                                | 2 350 m                                                        | 1'18"2                                                         |
| 1970                           | Tivaty Pelo                                                    | Carioca II                                                     | France                                                         | Jean Mary                                                      |                                                                | 2 350 m                                                        | 1'18"9                                                         |
| 1969                           | Rose d'Aubier                                                  | Kerjacques                                                     | France                                                         | Henri Cogné                                                    |                                                                | 2 350 m                                                        | 1'20"                                                          |
| 1968                           | Quarina                                                        | Kubler L                                                       | France                                                         | Jean-René Gougeon                                              |                                                                | 2 350 m                                                        |                                                                |
| 1967                           | Petit Amoy F                                                   | Feu Follet X                                                   | France                                                         | Maurice Riaud                                                  |                                                                | 2 350 m                                                        | 1'18"1                                                         |
| 1966                           | Quasipyl                                                       | In Extremis                                                    | France                                                         | Bernard Simonard                                               |                                                                | 2 350 m                                                        | 1'18"7                                                         |
| 1965                           | Parguerrière D                                                 | Hermès D                                                       | France                                                         | R. Bouisson                                                    |                                                                | 2 350 m                                                        | 1'20"                                                          |
| 1964                           | Patara                                                         | Gutemberg A                                                    | France                                                         | Bernard Simonard                                               |                                                                | 2 350 m                                                        | 1'19"4                                                         |
| 1963                           | Odysner                                                        | Abner                                                          | France                                                         | Jean Riaud                                                     |                                                                | 2 350 m                                                        |                                                                |

## Sources
- Pour les conditions de course et les dernières années du palmarès : site de la SETF
- Pour les courses plus anciennes : archives des quotidiens  (Ouest-France, Sud-Ouest…)